# Baqytschan Töreghoschina
Baqytschan Töreghoschina (kasachisch Бақытжан Төреғожина; * 23. März 1962 in Kasachische SSR, Sowjetunion) ist eine kasachische Aktivistin, die sich seit fast 25 Jahren für den Schutz grundlegender Menschenrechte in Kasachstan einsetzt. Sie wurde 2023 mit dem International Women of Courage Award (IWOC) des Außenministeriums der Vereinigten Staaten ausgezeichnet.

## Engagement
Baqytschan Töreghoschina tritt seit nahezu 25 Jahren für den Schutz grundlegender Menschenrechte in Kasachstan ein. Sie gehört zu den führenden Stimmen im Land, die Opfer von Folter, Missbrauch sowie politischer Unterdrückung vertreten und die Achtung der Grundrechte und Freiheiten einfordern. Sie hat sich für die Verteidigung von Menschen eingesetzt, die wegen der friedlichen Äußerung ihres Glaubens verfolgt wurden, und hat erfolgreich die Freilassung vieler politischer Gefangener bewirkt. Bedingt durch ihr Engagement bei der Verteidigung der Menschenrechte war Töreghoschina wiederholt Drohungen und Belästigungen ausgesetzt.
Nachdem es im Januar 2022 zu Protesten und Unruhen mit Getöteten, Verletzten und einer großen Zahl Festgenommener kam, übernahm Töreghoschina die Leitung von „Qantar 2022“ (Januar 2022). Dort arbeiten zivilgesellschaftliche Organisationen zusammen, die sich für die Unterstützung von Opfern einsetzen und die Menschenrechtsverletzungen im Zusammenhang mit der Niederschlagung der Unruhen dokumentieren. Daneben setzt sie ihre Bemühungen in ihrer Stiftung „Ar.Rukh.Khak“ (Würde.Geist.Wahrheit) fort.

## Ehrung

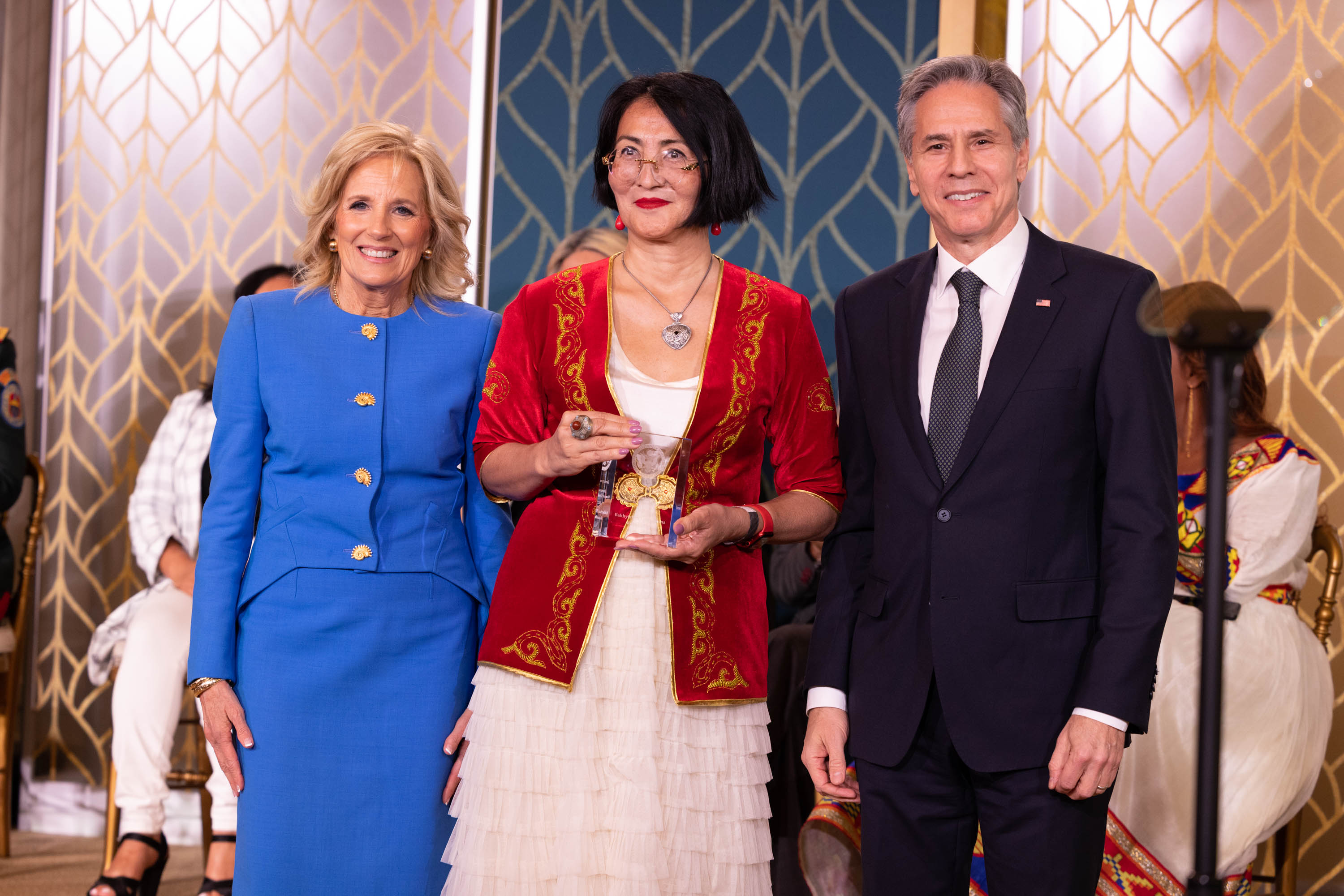
Baqytschan Töreghoschina mit Jill Biden und Antony Blinken (März 2023)

Baqytschan Töreghoschina wurde für ihr „jahrzehntelanges Engagement“ und ihren Einsatz für den Schutz der Menschenrechte in Kasachstan mit dem „International Women of Courage Award“ ausgezeichnet. Der Preis wurde am 8. März 2023 von Außenminister Antony Blinken und Jill Biden verliehen. Unter den elf Ausgezeichneten des Jahres waren auch Julija Pajewska aus der Ukraine und Bianka Zalewska aus Polen. Nach Aiman Omarowa ist Töreghoschina die zweite Kasachin, die diese Auszeichnung erhielt.